# Thomas De Gendt
Thomas De Gendt (Sint-Niklaas, 6 novembre 1986) è un ciclista su strada belga, che corre per il team Classified X Rose.
Professionista dal 2009, si è classificato terzo al Giro d'Italia 2012. Specialista delle fughe, in carriera, ha vinto due tappe al Giro d'Italia, due al Tour de France e una alla Vuelta a España

## Carriera

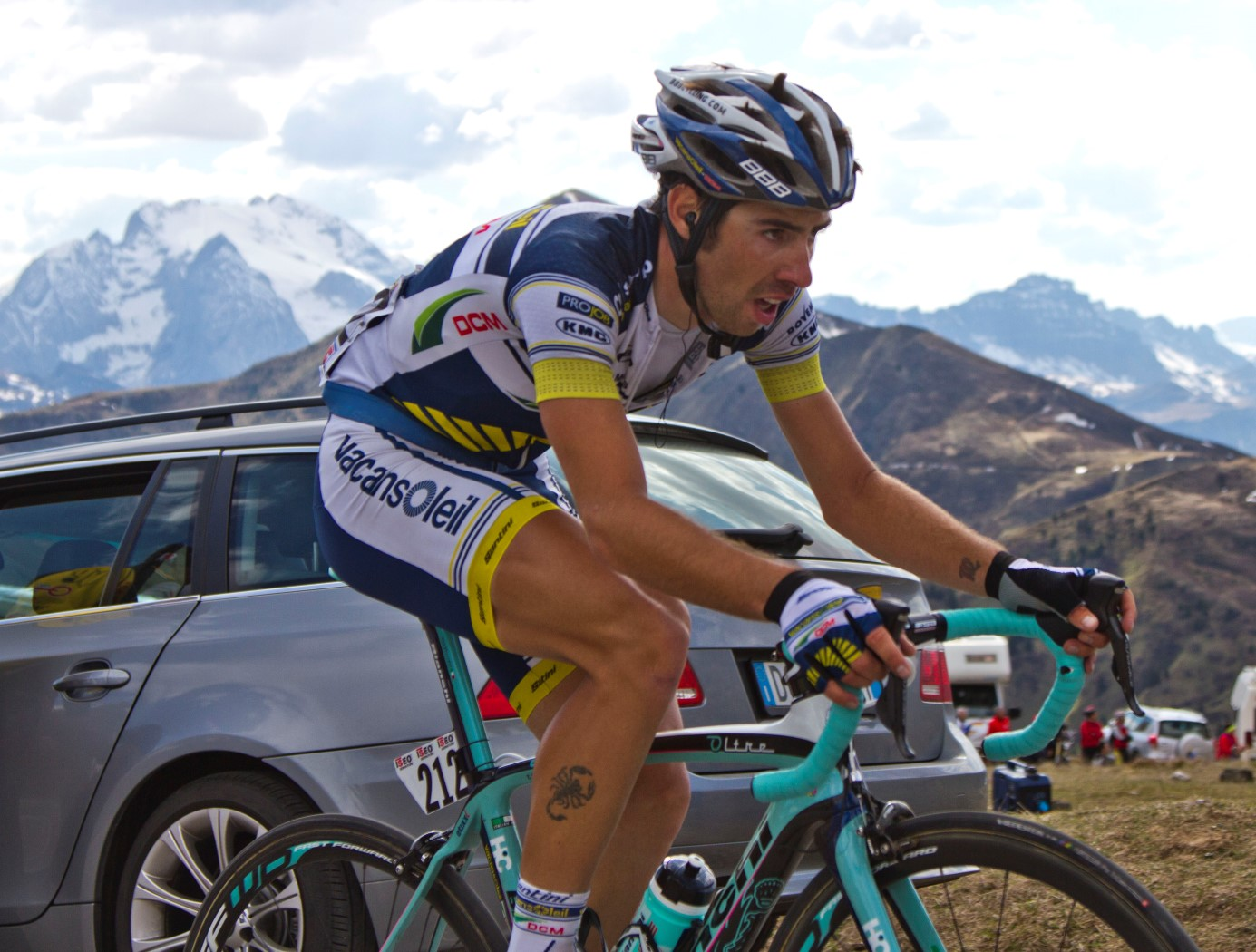
De Gendt impegnato sul Passo Giau nella diciassettesima tappa del Giro d'Italia 2012.

Thomas De Gendt comincia a gareggiare nel ciclismo all'età di dieci anni, seguendo le orme del fratello maggiore. Gareggia nella categoria dilettanti Under-23 per tre stagioni, dal 2006 al 2008, rappresentando la Davo, una delle migliori squadre giovanili belghe. Vince peraltro numerose corse: tra esse, nel 2008, una tappa e la classifica finale del Triptyque des Monts et Châteaux, e una frazione alla Vuelta a Navarra, entrambe competizioni inserite nel calendario UCI Europe Tour.
Fa il suo debutto da professionista all'inizio del 2009 con la Topsport Vlaanderen-Mercator, formazione Professional Continental fiamminga. Nel giugno dello stesso anno consegue il primo successo da pro, aggiudicandosi l'Internationale Wielertrofee Jong Maar Moedig; fa poi sua una tappa al Tour de la Région Wallonne, oltre a due classifiche minori al Tour of Britain. L'anno dopo non va invece oltre un secondo posto alla Freccia del Brabante e un terzo nella graduatoria finale dello Ster Elektrotoer.
Nel 2011 si trasferisce quindi tra le file del ProTeam olandese Vacansoleil-DCM. Con la nuova maglia, dopo un buon Tour Down Under, si aggiudica allo sprint la prima tappa della Parigi-Nizza, vestendo anche per tre giorni la maglia di leader. Fa poi sue la terza tappa del Circuit de Lorraine e, in giugno, al termine di una lunga fuga, la settima frazione del Tour de Suisse. In luglio debutta al Tour de France: nonostante una microfrattura alla clavicola, si mette in evidenza con il sesto posto nella tappa dell'Alpe d'Huez e il quarto nella cronometro finale di Grenoble. Grazie ai risultati ottenuti prolunga fino al 2013 il proprio contratto con la Vacansoleil.

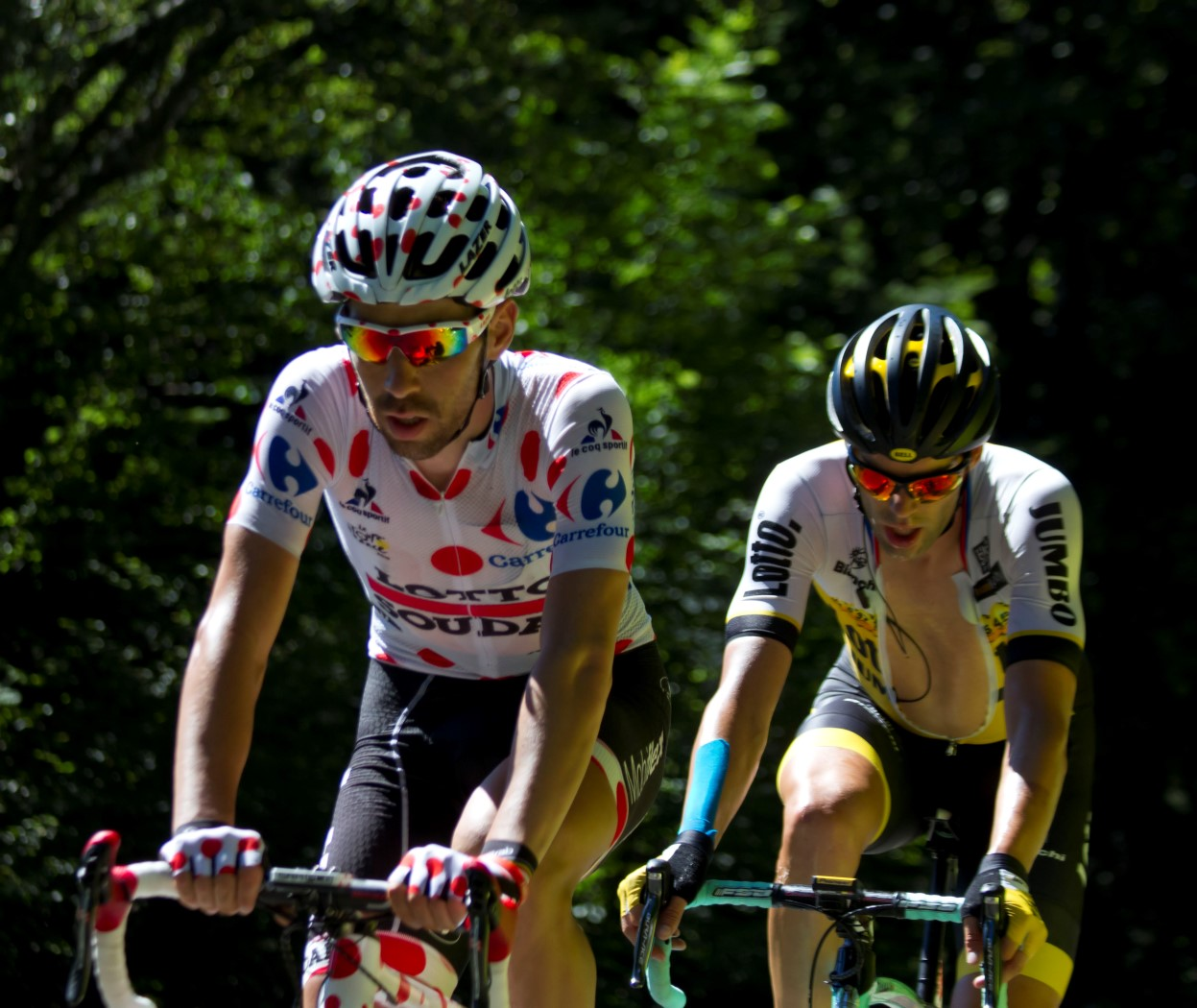
De Gendt in azione con la maglia a pois in una tappa del Tour de France 2016.

Nel 2012 si aggiudica, come l'anno precedente, una tappa alla Parigi-Nizza, conquistando il successo dopo una lunga fuga condotta inizialmente con l'estone Rein Taaramäe e proseguita poi in solitaria. In maggio partecipa al Giro d'Italia vincendo la ventesima tappa, quella con arrivo sul Passo dello Stelvio, Cima Coppi dell'edizione: nell'occasione taglia il traguardo in solitaria dopo essere stato protagonista di una lunga fuga iniziata alla fine della salita del Mortirolo. Grazie a questa azione risale in classifica generale dall'ottavo al quarto posto, e l'indomani, dopo l'ultima tappa a cronometro, scalza Michele Scarponi dal terzo posto della graduatoria, salendo così sul podio della Corsa Rosa. Nel prosieguo di annata ottiene il secondo posto nella tappa del Cuitu Negru alla Vuelta a España, battuto dal compagno di fuga Dario Cataldo.
Nella stagione 2013, ancora in maglia Vacansoleil, vince in una volata a quattro la settima e ultima frazione della Volta Ciclista a Catalunya; è poi terzo nella cronometro di Le Mont-Saint-Michel al Tour de France. A fine anno, con la chiusura del team Vacansoleil, viene messo sotto contratto dalla Omega Pharma-Quickstep, la squadra di Patrick Lefevere: tuttavia, il 2014 tra le file della corazzata belga non lo vede ottenere alcun successo.

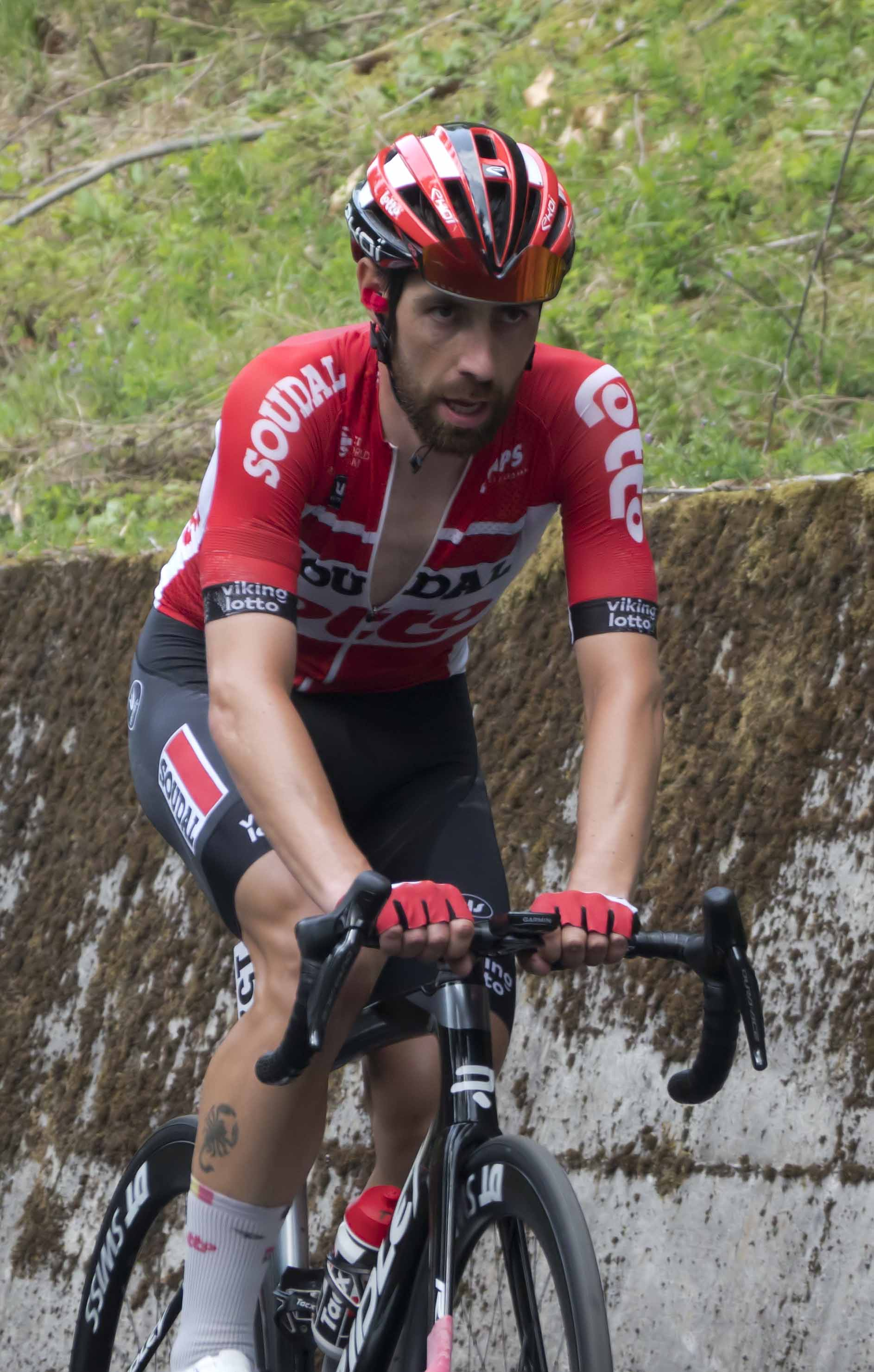
Thomas De Gendt in azione al Giro d'Italia 2022.

Anche il 2015 con la nuova maglia della Lotto Soudal risulta per De Gendt avaro di risultati. Nel 2016, al secondo anno con la Lotto, torna alla vittoria conquistando in fuga la quarta tappa della Volta Ciclista a Catalunya, sull'arrivo in salita di Port Ainé. A luglio si impone nella dodicesima tappa del Tour de France con arrivo a Chalet Reynard, sulle pendici del Mont Ventoux, grazie a una fuga da lontano.
Nel 2017 si aggiudica la prima tappa del Critérium du Dauphiné, grazie ad una nuova fuga da lontano. A inizio settembre si impone anche nella diciannovesima tappa della Vuelta a España, regolando in volata il gruppetto di fuggitivi di giornata: grazie a tale successo il belga entra nella ristretta cerchia di vincitori di tappe in tutti e tre i grandi Giri.
Nel 2018 fa sua la terza tappa della Volta Ciclista a Catalunya, vestendo per un giorno la maglia di leader. Si impone anche al termine della seconda tappa del Tour de Romandie, corsa nella quale conquista anche la classifica a punti e quella degli scalatori.
Il 2019 lo vede aggiudicarsi a fine marzo in solitaria la frazione inaugurale della Volta Ciclista a Catalunya, durante la quale indossa la maglia di capoclassifica per tre giorni, mentre a luglio conquista la sua seconda tappa al Tour de France, trionfando sul traguardo di Saint-Étienne dopo aver staccato i tre compagni di fuga e resistito agli attacchi del gruppo.

## Palmarès
- 2004 (Juniores)

2ª tappa Vuelta Caja Cantabria al Besaya (Comillas > Ruiloba)
- 2007 (Davo)

3ª tappa Internationale Thüringen Rundfahrt (Behringen > Bad Salzungen)
- 2008 (Davo)

Grand Prix Waregem
1ª tappa Triptyque des Monts et Châteaux (Vieux-Condé > Quevaucamps)
Classifica generale Triptyque des Monts et Châteaux
4ª tappa Vuelta a Navarra (Alsasua > Villatuerta)
- 2009 (Topsport Vlaanderen-Mercator, due vittorie)

Internationale Wielertrofee Jong Maar Moedig
4ª tappa Tour de la Région Wallonne (Charleroi > Perwez)
- 2011 (Vacansoleil-DCM Pro Cycling Team, tre vittorie)

1ª tappa Parigi-Nizza (Houdan > Houdan)
3ª tappa Circuit de Lorraine (Château-Salins > Saint-Dié-des-Vosges)
7ª tappa Giro di Svizzera (Vaduz > Serfaus)
- 2012 (Vacansoleil-DCM Pro Cycling Team, due vittorie)

7ª tappa Parigi-Nizza (Sisteron > Nizza)
20ª tappa Giro d'Italia (Caldes > Passo dello Stelvio)
- 2013 (Vacansoleil-DCM Pro Cycling Team, una vittoria)

7ª tappa Volta Ciclista a Catalunya (El Vendrell > Barcellona)
- 2016 (Lotto Soudal, due vittorie)

4ª tappa Volta Ciclista a Catalunya (Bagà > Port Ainé)
12ª tappa Tour de France (Montpellier > Chalet Reynard)
- 2017 (Lotto Soudal, due vittorie)

1ª tappa Giro del Delfinato (Saint-Étienne > Saint-Étienne)
19ª tappa Vuelta a España (Caso/Parque Natural de Redes > Gijón)
- 2018 (Lotto Soudal, due vittorie)

3ª tappa Volta Ciclista a Catalunya (Sant Cugat del Vallès > Camprodon)
2ª tappa Giro di Romandia (Delémont > Yverdon-les-Bains)
- 2019 (Lotto Soudal, due vittorie)

1ª tappa Volta Ciclista a Catalunya (Calella > Calella)
8ª tappa Tour de France (Mâcon > Saint-Étienne)
- 2021 (Lotto Soudal, una vittoria)

7ª tappa Volta Ciclista a Catalunya (Barcellona > Barcellona)
- 2022 (Lotto Soudal, una vittoria)

8ª tappa Giro d'Italia (Napoli > Napoli)

### Altri successi
- 2004 (Juniores)

Classifica a punti Vuelta Caja Cantabria al Besaya
- 2006 (Unibet-Davo)

Classifica scalatori Internationale Thüringen Rundfahrt
Classifica sprint intermedi Internationale Thüringen Rundfahrt
- 2008 (Davo)

Classifica giovani Vuelta a Navarra
- 2009 (Topsport Vlaanderen-Mercator)

Classifica scalatori Bayern Rundfahrt
Classifica scalatori Tour of Britain
Classifica sprint intermedi Tour of Britain
- 2010 (Topsport Vlaanderen-Mercator)

Classifica scalatori Étoile de Bessèges
Classifica sprint intermedi Volta ao Algarve
Classifica scalatori Circuit de Lorraine
Classifica sprint intermedi Circuit de Lorraine
- 2011 (Vacansoleil-DCM Pro Cycling Team)

Classifica scalatori Circuit de Lorraine
- 2012 (Vacansoleil-DCM Pro Cycling Team)

Trofeo Vincenzo Torriani Giro d'Italia
Profronde van Deurne
Criterium van Peer
- 2015 (Lotto Soudal)

Classifica scalatori Parigi-Nizza
Classifica scalatori Giro di Svizzera
- 2016 (Lotto Soudal)

Classifica scalatori Volta Ciclista a Catalunya
Classifica sprint intermedi Volta Ciclista a Catalunya
Criterium van Lommel
Criterium van Sint-Niklaas
Dernycriterium van Wilrijk
- 2017 (Lotto Soudal)

Classifica scalatori Tour Down Under
Dernycriterium van Antwerpen
- 2018 (Lotto Soudal)

Classifica scalatori Parigi-Nizza
Classifica a punti Giro di Romandia
Classifica scalatori Giro di Romandia
Dernycriterium van Lombardsijde
Classifica scalatori Vuelta a España
- 2019 (Lotto Soudal)

Classifica scalatori Parigi-Nizza
Classifica scalatori Volta Ciclista a Catalunya
- 2020 (Lotto Soudal)

Premio della Combattività Giro d'Italia

## Piazzamenti

### Grandi Giri
- Giro d'Italia

2012: 3º
2014: 65º
2019: 51º
2020: 41º
2021: non partito (16ª tappa)
2022: 74º
- Tour de France

2011: 62º
2013: 96º
2015: 67º
2016: 40º
2017: 51º
2018: 65º
2019: 60º
2020: 52º
2021: 82º
- Vuelta a España

2012: 62º
2013: squalificato (10ª tappa)
2015: ritirato
2016: 65º
2017: 57º
2018: 67º
2019: 56º
2022: 79º
2023: 99º
2024: 88º

### Classiche monumento
- Milano-Sanremo

2011: 75º
- Giro delle Fiandre

2010: ritirato
2011: 48º
- Parigi-Roubaix

2011: ritirato
- Liegi-Bastogne-Liegi

2009: ritirato
2010: 125º
2011: 91º
2013: 132º
2016: 131º
2017: ritirato
- Giro di Lombardia

2009: ritirato
2011: ritirato
2012: ritirato
2013: ritirato
2017: ritirato
2018: ritirato
2023: ritirato

### Competizioni mondiali
- Campionati del mondo

Varese 2008 - In linea Under-23: ritirato
Copenaghen 2011 - Cronometro Elite: 50º
Limburgo 2012 - Cronosquadre: 12º
Limburgo 2012 - Cronometro Elite: 20º
Toscana 2013 - Cronosquadre: 16º
Toscana 2013 - Cronometro Elite: 49º

### Competizioni europee
- Campionati europei su strada

Alkmaar 2019 - Staffetta mista: 4º